# Lamjruen
Lamjruen is een bestuurslaag in het regentschap Aceh Besar van de provincie Atjeh, Indonesië. Lamjruen telt 329 inwoners (volkstelling 2010).